# Bund der Deutschen Katholischen Jugend
Der Bund der Deutschen Katholischen Jugend (BDKJ) ist der größte Dachverband katholischer Kinder- und Jugendverbände in der Bundesrepublik Deutschland und vertrat 2012 rund 660.000 Mitglieder in politischen, sozialen und kirchlichen Interessen. Der BDKJ ist auch auf allen Ebenen Mitglied im entsprechenden Jugendring.
Langjährige Projekte des Verbandes sind beispielsweise die Sternsingeraktion, der ökumenische Jugendkreuzweg, das Freiwillige Soziale Jahr (FSJ), das Engagement beim Weltjugendtag oder die Jugendaktion in der Fastenzeit mit Misereor.

## Geschichte
In der Zeit des Nationalsozialismus waren katholische Jugendverbände als eigenständige Organisationen seit 1938 nicht mehr erlaubt und konnten nur informell innerhalb von Gemeinden existieren, deren Pfarrer den Mut dazu aufbrachten. Schon davor gab es Kämpfe um die zwangsweise Zugehörigkeit zur Hitlerjugend. Die örtliche Hitlerjugend versuchte als Arm der Regierung jedes einheitliche Auftreten katholischer Jugendlicher zu verhindern und denunzierte solche häufig unternommenen Versuche bei der Gestapo.
Vom 24. bis zum 28. März 1947 trafen sich im Jugendhaus Kloster Hardehausen bei Paderborn junge Katholiken zur „Tagung der Führerschaft der Deutschen Katholischen Jugend“. Auf dem Treffen gründeten sie den Bund der Deutschen Katholischen Jugend. „Grundsätze zur inneren Ordnung“ wurden festgelegt, als Bundesführung wurden Ludgera Kerstholt und Josef Rommerskirchen gewählt. Bundespräses der Mannesjugend wurde Ludwig Wolker, der vor dem Krieg Generalpräses des Katholischen Jungmännerverbandes gewesen war, und nun von den Bischöfen erneut mit der Jugendarbeit beauftragt wurde. Bundespräses der Frauenjugend wurde Monsignore Hermann Klens. Als Zeitschrift wurde 1948 die 1938 eingestellte Wacht wiederbelebt.
Der Bund entwickelte sich rasch, schon nach wenigen Jahren zählte er im „Stamm“ und in den „Gliedgemeinschaften“ rund eine Million Mitglieder. In den Anfangsjahren sollte das feste Stehen in Glaube und Kirche zeigen, dass die überlieferten Wahrheiten und Werte beim Schaffen einer neuen sozialen Ordnung nach der Zeit des Nationalsozialismus unverzichtbar waren. Der BDKJ wollte sich damals wie heute bei Aufbau und Mitgestaltung eines demokratischen Gemeinwesens in christlicher Verantwortung engagieren.
Durch das Zweite Vatikanische Konzil und die gemeinsame Synode der westdeutschen Bistümer sind die Wege zu Glaube und Kirche differenzierter und individueller geworden. Dem Drang der Jugend in der Kirche, immer wieder neue eigene Formen für Gottesdienste zu finden, die Verantwortung der Laien im Zusammenwirken mit den Priestern herauszustellen, bietet der BDKJ einen organisatorischen und strukturellen Rahmen.
Schon auf der Gründungsversammlung 1947 in Hardehausen hat der BDKJ Stellung genommen zu „öffentlichen Problemen um das Schicksal der deutschen Jugend“. 1949 war der BDKJ bei der Gründung des Deutschen Bundesjugendrings beteiligt, der BDKJ-Bundesführer Josef Rommerskirchen wurde erster DBJR-Vorsitzender. Von Anfang an wurde Partnerschaftarbeit mit jungen Katholiken in der Deutschen Demokratischen Republik gelebt und gestaltet.
Der Dienst der Soldaten wurde schon 1952 diskutiert, von dort zieht sich über die Debatten zur Kriegsdienstverweigerung und friedenspolitische Diskussionen über den NATO-Doppelbeschluss ein politischer Faden bis hin zum Schwerpunktthema Frieden und Gerechtigkeit.
Bis in die 1960er-Jahre waren die Bundesfeste mit bis zu 100.000 Teilnehmern Höhepunkte eines aktiven Wirkens in die Gesellschaft hinein, Friedensdemonstrationen, Aktionen auf Katholikentagen und zu Bundestagswahlen waren und sind weitere Formen von Aktivität.
Im April 2016 verabschiedete der Bund der Deutschen Katholischen Jugend (BDKJ) ein Dokument, worin eine Reform des Katechismus der Katholischen Kirche gefordert wird. Der BDKJ erwartet, dass homosexuell und heterosexuell liebende Menschen und ihre Partnerinnen und Partner anerkannt werden und dass gleichgeschlechtliche Beziehungen als Liebesbeziehungen respektiert und akzeptiert werden.
Auf der Hauptversammlung 2018 befürwortete der Bund der Deutschen Katholischen Jugend die Einführung der Frauenordination in der Römisch-Katholischen Kirche.
Im Januar 2023 bestätigte der BDKJ, dass ihm von 1945 bis 2022 insgesamt 121 Fälle und Verdachtsfälle sexuellen Missbrauchs bekannt waren. Unter den Opfern waren 62 % weiblichen, unter den Tätern 65 % männlichen Geschlechts. Das Spektrum der Taten reichte von aufdringlichem Verhalten über unerwünschte sexuelle Handlungen bis zu Erpressung mit körperlicher Gewalt. Der BDKJ kündigte eine umfassende Untersuchung durch unabhängige Experten an.

## Aufbau

### Struktur
Der BDKJ ist auf den Ebenen des Bundes, der Länder, der Diözesen, der Städte und Kreise sowie in Dekanaten organisiert. Vereinzelt gibt es den BDKJ auch auf Pfarrebene.
Das höchste Beschluss fassende Gremium des BDKJ ist die Hauptversammlung. Sie trifft einmal im Jahr im Haus Altenberg bei Köln grundlegende Entscheidungen für die Interessenvertretung von Kindern und Jugendlichen in Politik, Kirche und Gesellschaft. Dabei vertreten rund 120 Delegierte der BDKJ-Mitglieds- und Diözesanverbänden aus ganz Deutschland die Mitglieder in den katholischen Jugendverbänden.
Der BDKJ-Bundesvorstand leitet den Bundesverband. Er besteht aktuell (Mai 2025) aus Lena Bloemacher (hauptamtliche BDKJ-Bundesvorsitzende, im Dezember 2021 gewählt und 2025 bestätigt), Volker Andres (hauptamtlicher BDKJ-Bundesvorsitzender, 2025 gewählt), Henner Gädtke (ehrenamtlicher BDKJ-Bundesvorsitzender, 2025 gewählt) und Daniela Hottenbacher (ehrenamtliche BDKJ-Bundesvorsitzende, im Mai 2021 gewählt und 2025 bestätigt). Die Stelle des hauptamtlichen BDKJ-Bundespräses ist vakant. 
In der BDKJ-Bundesstelle in Düsseldorf sowie im Berliner Büro arbeiten Vorstand und Referate an den Themenbereichen Jugendpolitik in Deutschland und Europa, Entwicklungspolitik, Kirchenpolitik, Freiwilligendienste, Jugendarbeitslosigkeit, Geschlechtergerechtigkeit, Frauen- und Mädchenpolitik und Soldatenfragen.
Landesverbände bestehen nicht in allen Bundesländern, deshalb ist die eigentlich der Bundesebene untergeordnete Ebene der Diözesanverband. Jeder Diözesanverband des BDKJ ist im Rahmen der Bundesordnung frei im Aufbau der eigenen Strukturen. Der Landesverband Oldenburg vertritt den niedersächsischen Teil des Bistums Münster (Offizialatsbezirk Oldenburg) und ist dem Diözesanverband Münster untergeordnet.
In den Vollversammlungen der jeweiligen BDKJ-Ebenen sind stimmberechtigt stets die Vertreter der Mitgliedsverbände auf gleicher Ebene sowie die Vertreter der BDKJ-Verbände der untergeordneten Ebene. Dies ist vergleichbar der Struktur der Jugendringe.

### Geistliche Verbandsleitung
Auf allen Ebenen und allen Untergliederungen des BDKJ gibt es eine „Geistliche Verbandsleitung“, die dort jeweils unterschiedlich heißen (Kurat/Kuratin, Geistliche Leiterin bzw. Geistlicher Leiter, Präses etc.). Die Geistliche Verbandsleitung ist ein gewähltes Mitglied des Vorstands, das in besonderer Weise die geistlich-spirituelle Dimension der jugendverbandlichen Arbeit im Blick behält. 
Die Deutsche Bischofskonferenz hat dazu im Frühjahr 2007 eine neue Regelung veröffentlicht. Auf dieser Grundlage sollen in allen Diözesen Bestimmungen für die Ausbildung und bischöflichen Beauftragung getroffen werden.

### Jugendverbände
Die Jugendverbände im BDKJ sind gemäß der Bundesordnung, § 3, „selbständige katholische Jugendverbände, denen Kinder und Jugendliche sowie erwachsene Mitarbeiter als Mitglieder angehören. In den Jugendverbänden wird die Kinder- und Jugendarbeit von jungen Menschen selbst organisiert, gemeinschaftlich gestaltet und verantwortet. Sie bringen die Anliegen und Interessen junger Menschen zum Ausdruck.“
- Bund der St. Sebastianus Schützenjugend (BdSJ)
- Christliche Arbeiterjugend (CAJ)
- Deutsche Pfadfinder*innenschaft Sankt Georg (DPSG), Gründungsmitglied
- Jugendverbände der Gemeinschaft Christlichen Lebens (J-GCL)
- Katholische Junge Gemeinde (KjG)
- Katholische Landjugendbewegung (KLJB)
- Kolpingjugend
- Katholische Studierende Jugend (KSJ)
- Pfadfinderinnenschaft St. Georg (PSG)
- Quickborn Arbeitskreis
- Unitas-Verband

Als Jugendverbände mit beratender Stimme gelten:
- Aktion West-Ost
- Arbeitsgemeinschaft katholischer Studentenverbände (AGV) (seit 2010)
- DJK-Sportjugend (Jugendorganisation des DJK-Sportverband)
- Internationaler Bauorden (seit 2009)
- Schönstatt-Mannesjugend (SMJ) (seit 2014)

Außerdem haben einzelne Landes-, Diözesan-, Kreis- und Dekanatsverbände noch weitere Jugendverbände z. B. die Malteser Jugend, die auf den höheren Ebenen nicht aktiv sind.

### Diözesanverbände
Der BDKJ ist in 26 der 27 deutschen (Erz-)Bistümer organisiert. Nur im Bistum Dresden-Meißen gibt es den BDKJ nicht, im Erzbistum Hamburg gehört die Katholische Jugend im Landesteil Mecklenburg (KJM) nicht zum BDKJ. 

## Arbeitsschwerpunkte

### Fairer Handel
Der BDKJ-Bundesverband ist Gesellschafter der gepa, der „Gesellschaft zur Förderung der Partnerschaft mit der Dritten Welt GmbH“, und somit maßgeblich am Aufbau des Fairen Handels in Deutschland beteiligt. Die Aktion Fairbrechen des BDKJ Bayern wurde mit dem Ökumenischen Förderpreis Eine Welt ausgezeichnet.

### Kirchenpolitik
Als Dachverband ist die kirchenpolitische Interessenvertretung eine der wichtigsten Aufgaben des BDKJ. So vertritt der BDKJ die Interessen der katholischen Jugend u. a. im Zentralkomitee der deutschen Katholiken (ZdK) und in der Arbeitsgemeinschaft der katholischen Organisationen Deutschlands (AGKOD).

### Sinus-Milieustudie U27
Der BDKJ veranstaltete zur Sinus-Milieu-Studie U27 des Heidelberger Instituts Sinus-Sociovision im Jahr 2009 eine Jugendpastorale Fachtagung. Hier wurden die Ergebnisse der Studie in Verbindung mit der katholischen Jugendverbandsarbeit diskutiert.

### Aktionen
- 72 Stunden:
  - 2004: „72 Stunden ohne Kompromiss“
  - 2009: „Uns schickt der Himmel“
  - 2013: „Uns schickt der Himmel“
  - 2016: „Uns schickt der Himmel“
  - 2019: „Uns schickt der Himmel“
  - 2024: „Uns schickt der Himmel“